# Blanco 1
Blanco 1 (cụm ζ Sculptoris) là một cụm sao mở nằm lân cận của ngôi sao nằm xung quanh tọa độ cách 850 năm ánh sáng đi từ Mặt Trời thuộc khu vực phía nam của chòm sao Ngọc Phu và gần ngôi sao ζ Sculptoris. Nó được phát hiện bởi nhà thiên văn học người Puerto Rico Víctor Manuel Blanco vào năm 1949, người đã nhận thấy tỷ lệ các sao loại A cao bất thường trong một khu vực trải rộng 1,5°. Cụm sao này tương đối trẻ, với tuổi khoảng từ 100 đến 150 triệu năm. Nó được định vị ở độ cao vĩ độ thiên hà b = -79.3 ° và nằm ở khoảng 780 ly (240 pc) bên dưới mặt phẳng thiên hà.
Blanco 1 bao gồm khoảng 300 ngôi sao, khoảng 170 trong số này sáng hơn so với cường độ +12, và nó có mật độ phóng đại mặt cắt ngang khoảng 30 trên mỗi parsec vuông: ít hơn một nửa so với cụm sao Tua Rua. Trong số các ngôi sao thành viên được xác nhận, tám ngôi sao đã được tìm thấy đã tỏa ra một lượng năng lượng hồng ngoại dư thừa, cho thấy chúng được lưu trữ trên các đĩa sao.. Khoảng một nửa số sao trong cụm là thành viên của hệ sao đôi; sáu trong số các ngôi sao thành viên được xác nhận nhị phân quang phổ. Ngoài ra còn có khoảng 30 thành viên là sao lùn nâu.